# Орибай
Ориба́й (фр. Auribail, окс. Aurivalh) — коммуна во Франции, находится в регионе Юг — Пиренеи. Департамент — Верхняя Гаронна. Входит в состав кантона Отрив. Округ коммуны — Мюре.
Код INSEE коммуны — 31027.

## География

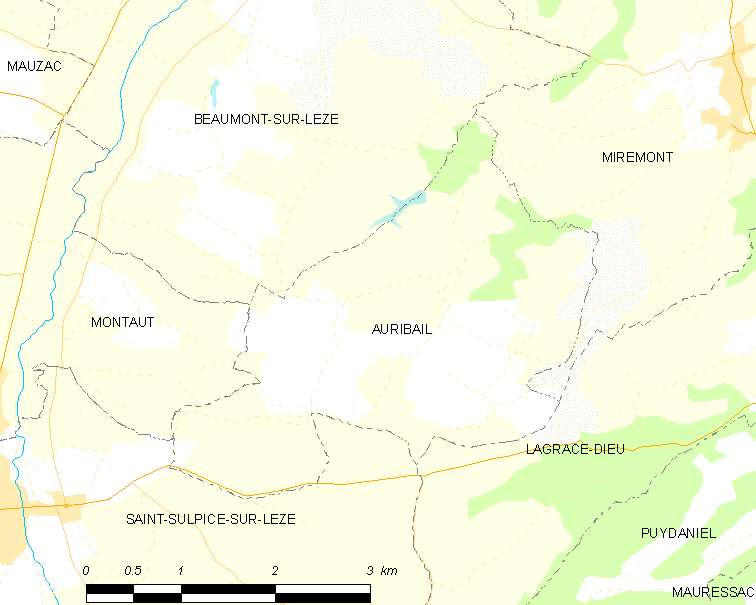
Карта коммуны

Коммуна расположена приблизительно в 620 км к югу от Парижа, в 29 км к югу от Тулузы.

## Климат
Климат умеренно-океанический. Зима мягкая и снежная, весна характеризуется сильными дождями и грозами, лето сухое и жаркое, осень солнечная. Преобладают сильные юго-восточные и северо-западные ветры.

## Население
Население коммуны на 2010 год составляло 228 человек.
| 1962 | 1968 | 1975 | 1982 | 1990 | 1999 | 2010 |
| ---- | ---- | ---- | ---- | ---- | ---- | ---- |
| 160  | 156  | 138  | 120  | 137  | 162  | 228  |

## Экономика
В 2010 году среди 151 человека трудоспособного возраста (15—64 лет) 119 были экономически активными, 32 — неактивными (показатель активности — 78,8 %, в 1999 году было 79,8 %). Из 119 активных жителей работали 108 человек (60 мужчин и 48 женщин), безработных было 11 (3 мужчин и 8 женщин). Среди 32 неактивных 17 человек были учениками или студентами, 8 — пенсионерами, 7 были неактивными по другим причинам.